# Синвесій
Синвесій (рум. Sânvăsii) — село у повіті Муреш в Румунії. Входить до складу комуни Гелешть.
Село розташоване на відстані 252 км на північний захід від Бухареста, 14 км на схід від Тиргу-Муреша, 92 км на схід від Клуж-Напоки, 115 км на північний захід від Брашова.